# جيمس كيلي (ممثل)
جيمس كيلي (بالإنجليزية: James T. Kelley)‏ هو ممثل أيرلندي، ولد في 10 يوليو 1854 في جمهورية أيرلندا، وتوفي في 12 نوفمبر 1933 بنيويورك في الولايات المتحدة.

## أعمال

### أفلام
- (1915) ليلة في العرض
- (1916) الكونت
- (1916) المتسكع
- (1916) خلف الشاشة
- (1916) رجل الإطفاء
- (1916) شرطي
- (1916) مفتش المتجر
- (1916) مكتب المراهنات
- (1917) العلاج
- (1917) المغامر
- (1917) المهاجر
- (1918) حياة كلب
- (1918) مشكلة ثلاثية

## وصلات خارجية
- جيمس كيلي على موقع IMDb (الإنجليزية)
- جيمس كيلي على موقع أول موفي (الإنجليزية)
- جيمس كيلي على موقع قاعدة بيانات الأفلام السويدية (السويدية)
- جيمس كيلي على موقع قاعدة بيانات الفيلم (الإنجليزية)
- جيمس كيلي على موقع كينوبويسك (الروسية)